# UFC Fight Night: Jacaré vs. Hermansson
UFC Fight Night: Jacaré vs. Hermansson (también conocido como UFC on ESPN+ 8 o UFC Fight Night 150) fue un evento de artes marciales mixtas producido por Ultimate Fighting Championship que se llevó a cabo el 27 de abril de 2019 en el BB&T Center en Sunrise, Florida.

## Historia
Se esperaba que el evento tuviera lugar en el American Airlines Arena en Miami, Florida. Sin embargo, UFC anunció el 23 de febrero que el evento había sido movido al BB&T Center en Sunrise, Florida, siendo el segundo evento en la ciudad luego de UFC on FX: Johnson vs. McCall en junio de 2012.
Inicialmente se había planeado un combate entre Yoel Romero y Paulo Costa para encabezar el evento. La pelea había sido programada anteriormente para tener lugar en UFC 230 y UFC Fight Night: Cejudo vs. Dillashaw pero fue cancelada en ambas ocasiones por lesiones de los peleadores. Sin embargo, el 7 de marzo la promoción decidió reemplazar a Costa por el ex Campeón de Peso Mediano de Strikeforce Ronaldo Souza.  Ambos se habían enfrentado anteriormente en UFC 194 en diciembre de 2015 con Romero ganando por decisión dividida. A principios de abril, se reportó que Romero había abandonado la pelea por una neumonía. Se esperaba que Romero fuera reemplazado por Costa pero este se negó alegando que tenía muy poco tiempo para prepararse para el combate. Finalmente, Souza enfrentó a Jack Hermansson.
Glover Teixeira tenía previsto enfrentar a Ion Cuțelaba en un combate de peso semipesado en UFC Fight Night: Cejudo vs. Dillashaw. Sin embargo, el 10 de enero Cutelaba fue retirado de la pelea por una lesión. La pelea fue reprogramada para este evento.
John Lineker tenía previsto enfrentar a Cory Sandhagen en un combate de peso gallo en UFC Fight Night: Cejudo vs. Dillashaw. Sin embargo, el 10 de enero Lineker fue retirado de la pelea por una lesión en las costillas. La pelea fue reprogramada para este evento.
La ex Campeona de Peso Átomo de Invicta FC Jessica Penne fue inicialmente programada para enfrentar a Jodie Esquibel en UFC on ESPN: Ngannou vs. Velasquez. Sin embargo, Penne se retiró de la pelea por una torcedura de tobillo sufrida la mañana del evento, y como consecuencia, la pelea fue cancelada y reprogramada para este evento. Pero el 18 de abril Penne abandonó el combate por una lesión y fue reemplazada por Angela Hill.
Alex Oliveira enfrentaría a Li Jingliang en el evento. Sin embargo, el 23 de marzo se reportó que Li se había lesionado y tenía que abandonar el combate. Fue reemplazado por Mike Perry.
Se esperaba que la ex Campeona de Peso Paja Femenino de Invicta y UFC Carla Esparza enfrentara a la también ex Campeona de Peso Paja Femenino de Invicta Lívia Renata Souza en el evento. Sin embargo, Souza abandonó la pelea por una lesión de tobillo y fue reemplazada por Virna Jandiroba.
Un combate de peso ligero entre Gilbert Burns y Eric Wisely fue programado para el evento. Sin embargo, el 18 de abril Wisely abandonó la pela por una lesión. Fue reemplazado por el debutante Mike Davis.

## Premios extra
Los siguientes peleadores recibieron $50,000 en bonos:
- Pelea de la Noche: Mike Perry vs. Alex Oliveira
- Actuación de la Noche: Glover Teixeira y Jim Miller